# Библијска археологија
Библијска археологија представља откривање и научно истраживање прошлих култура које могу да осветле периоде описане у Библији. У поље истраживања спадају културе Старог завета (Танаха) и Новог завета, али и космоногамија јудео-хришћанских религија. Главна локација којом се ово поље археологије бави је позната у религијама као Света земља која се са западне перспективе назива Блиски исток.
Научне технике које се користе у библијској археологији су исте оне које се користе у свим гранама археологије попут ископавање и радиокарбонско датовање.

## Археологија
Како би се разумео значај библијске археологије потребно је разумети концепте археологије као науке и Библије као предмета истраживањеистраживања. Археологија је наука не у Аристотеловом смислу cognitio certa per causas већ у модерном смислу систематског начина истраживања. Винсент Вилер износи да је археологија и уметност и наука: као уметност трага за материјалним остацима древних цивилизација и покушава да рекоструише колико може окружење и организацију једне или многих епоха. Такође је релативно модерна наука, Курт Бенш наводи да је наука која је једва стара 200 година, али која је упркос томе променила наше виђење прошлости.
Може се сматрати да археологија не би требало да користи информације из религиозних и многих филозофских система. Међутим, осим великог броја фактуалног материјала које они производе, попут места обожавања, светих објеката и других ствари које наука може посматрати, постоје и други значајни аспекти који су подједнако важни за научно археолошко истраживање. У ово спадају бројни религиозни текстови, обреди, обичаји и традиције. Археолози и историчари често користе митове као трагове дешавања и места. Рудолф Бултман је овај процес назива демитификација и најбољи пример овог процеса видимо код Хајнриха Шлимана који је користио Хомеров еп Илијаду да пронађе Троју. Ова модерна перспектива на митове коју су Бултман и остали развили је охрабрила научнике попут археолога да истражују места која се помињу у бибијским причама.
Библијска археологија је дисциплина која се бави научним истраживањем и прикупљањем материјалних остатака прошлих култура које могу осветлити времена и описе из Библије. Ова дисциплина се претежно бави истраживањем на Билиском истоку периода од 2000. године пре нове ере до 100. године нове ере. Други аутори преферирају да користе термин "археологија Палестине" и под тим подразумевају истраживање територије источно и западно од реке Јордан.
Сврха библијске археологије је да омогући разумевање људи који су живели у Светој земљи. Она омогућава разумевање њихове историје, културе, идентитета и покрета, а самим тим истраживачи могу да нађу тачне локације поменуте у причама и да их упореде са стварношћу. Ово је модерно разумевање. Касвалдер је изнео да је претходно у Америчкој и Изреалској школи бибијске археологе гледано на археологију као средство за прикупљање доказа да су бибијске приче тачне, што се може видети у радовима многих истакнутих археолога попут Вилијама Ф. Олбрајта, Ернеста Рајта и Јигела Јадина. Међутим, данас археолози не покушавају да докажу да су приче из Бибије тачне, већ покушавају да протумаче историјски свет на ком су те приче засноване и из ког вуку значење. Користећи овај приступ који је увео П. Касвалдер како наводи Јоан Мари Вернет:
- Бибијска археологија може осветлити знање које имамо о одређеним историјским подацима који су описани у библијским причама попут држава, народа, борба и градова.
- Омогућава нам да истражимо неке специфичне детаље поменуте у књигама библије попут Силоам тунела, бање Витезда, Голготе и других.
- Бибијска археологија пружа значајну помоћи егзергистичким истраживањима.

## Библијска археологија у Србији
Од 2007. године студенти археологије на Филозофском факултету у Београду могу као изборни курс да слушају предмет Основе билблијске археологије. Предмет предаје Бранислав Анђелковић.

## Локација
Географска област која занима бибијске археологе је „Света земља“. Ипак има различитих мишљења о томе коју тачно територију треба покрити бибијска археологија. Она се свакако посебно бави земљом Изреала, Палестине и Јордана; област која се назива јужни Левант. Многе истраживаче из овог поља такође занимају и места која се помињу у бибијским причава и која имају огромног значаја у повезивању прича: Египат, Сирија и Месопотамија посебно занимају истраживаче који се баве Танахом. Друге истраживаче, првенствено оне који се баве Новим заветом, више интересују Анадолија, Македонија, Грчка и Рим због њихових веза са бројним причама из завета.

## Датуми
Исто као што локација поља истраживања варира од истраживача до истраживача, библијски археолози такође имају и различито виђење периода којим се треба бавити. Касвалдер наводи да:
- Период истраживања почиње од 9. миленијума пре нове ере, што се слаже са најранијим неолитским остацима у Јерихону, до 700. године нове ере када је почела прва инвазија муслиманских армија. Ову периодизацију поља многи критикују зато што је превише широка и контроверзна.
- Неки узимају други ужи период који блиско дефинишу бибијске приче: од средине бронзаног доба, тачније од 2.000. године пре нове ере када су по библијској хронологији живели патријаси (Абрахам, Исак и Јакоб); до краја 1. века нове ере када је преминуо последњи апостол, Јеванђелиста Јован; тада је био крај такозване Апостолске цркве. Термин Апостолска црква се користи као назив историјског периода када су Исусови апостоли живели укључујући и апостола Павла. Тачан датум смрти Јована није сигуран, али се верује да је преминуо око 110. године нове ере. Међутим, неки аутори сматрају да су писци јеванђења по Јовану и књиге Откривења били Јованови ученици.

## Периодизација у библијској археологији
Ова листа периода археологије Леванта је заснована на табели из рада Библијска археологија: кратак увод (енгл. Biblical Archaeology: A Very Short Introduction). pp. 33–34 и са дефиницијама из Мерсер библијског речника.
- Неолитски период : око 8500–4300 пре нове ере
  - Прекерамички неолит (енгл. Pre-Pottery Neolithic;PPN) = око 8500–6000 пре нове ере
    - Прекерамички неолит А (енгл. Pre-Pottery Neolithic A; PPNA) = око 8500–7500 пре нове ере
    - Прекерамички неолит Б (енгл. Pre-Pottery Neolithic B; PPNB) = око 7500–6000 пре нове ере

  - Керамички неолит: око 6000–4300 пре нове ере
    - Керамички неолит А (енгл. Pottery Neolithic A; PNA) = око 6000–5000 пре нове ере
    - Керамички неолит Б (енгл. Pottery Neolithic B; PNB) = око 5000–4300 пре нове ере
- Халколитски период: око 4300–3300 пре нове ере
- Бронзано доба: око 3300-1200 пре нове ере
  - Рано бронзено доба (енгл. Early Bronze Age; EB) = око 3300-2300 пре нове ере
    - Рана бронза I (енгл. Early Bronze I; EB I) = 3300–3050 пре нове ере
    - Рана бронза II–Рана бронза III (енгл. Early Bronze II–Early Bronze III; EB II–EB III) = око 3050–2300/2000 пре нове ере

  - Средње бронзано доба (енгл. Middle Bronze Age Age; MB) = око 2300/2000–1550 пре нове ере
    - Рана бронза IV (енгл. Early Bronze IV; EB IV) / Средња бронза I (енгл. Middle Bronze I; MB I) око 2300–2000 пре нове ере
    - Средња бронза IIA (енгл. Middle Bronze IIA; MB IIА) = око 2000-1800/1750 пре нове ере
    - Средња бронза IIB–C III (енгл. Middle Bronze IIB-C III; MBII and III) = око 1800/1750–1550 пре нове ере

  - Касно бронзано доба (енгл. Late Bronze Age; LB) = око 1550–1200 пре нове ере
    - Касна бронза II (енгл. Late Bronze I; LB I) = око 1550–1400 пре нове ере
    - Касна бронза IIA–B (енгл. Late Bronze IIA–B; LB IIA–B) = око 1400–1200 пре нове ере
- Гвоздено доба: око 1200-586 пре нове ере
  - Гвоздено доба IA = око 1200–1150 пре нове ере
  - Гвоздено доба IB = око 1150–1000 пре нове ере
  - Гвоздено доба IIA = око 1000-925 пре нове ере
  - Гвоздено доба IIB = око 925-720 пре нове ере
  - Гвоздено доба IIC = око 720-586 пре нове ере
- Вавилонски период: 586-539 пре нове ере
- Персијски период: 539-332 пре нове ере
- Хеленистички период = 332-63 пре нове ере
  - Рани хеленистички период = 332-198 пре нове ере
  - Касни хеленистички период = 198-63 пре нове ере
- Римски период: 63 пре нове ере-324 нове ере

## Историја
Истраживање библијске археологије су била међу првим археолошким истраживањима икада спроведеним.

### Фазе у развоју библијске археологије
Развој библијске археологије се прожима кроз неколико различитих периода:
- Древни: Иако се на археологију гледа као на модерну науку, многи историјски писци су оставили важна документа која су данас од кључног значаја за библијске археологе. Јосиф Флавије, Ориген Адамантије и Јевсевије Кесаријски су значајни писци који су допринели проучавању библијске археологе. Егеријин итинераријум (један је од најстаријих документованих записа о путовањима хришћанским ходочасника) је један од текстова који доста значе истраживачима. Егерија је била шпанска жена која је била ходочасница у Светој земљи у периоду од 381. до 384. године нове ере и њен дневник археолозима даје најраније описе Свете земље.
- Пре Британског мандата у Палестини: Прва археолошка истраживања Свете земље су започели Европљани у 19. веку. Многи познати археолози су вршили ископавања, а најпознатији је био Едвард Робинсон који се сматра и оцем библијске географије. Робинсон је током своје каријере открио бројне античке градове. Палестински истраживачки фонд је основан 1865. године и покровитељ удружења је била краљица Викторија. Чарлс Ворен и Чарлс Вилијам Вилсон су руководили ископавањима око Јерусалимског храма 1867. године, по коме је назван "Вилсонов лук у Јерусалиму". Америчко друштво за истраживање Палестине је основано 1870. године. Исте године је у Свету земљу дошао археолог Чарлс Клермон-Жено како би изучио два позната записа: Меша стелу и запис у Јерусалимском храму. Најпознатији археолог који је вршио ископавања на Блиском истоку крајем 19. века је сер Вилијам Метју Флиндерс Питри. Питри је поче своју каријеру 1890-их година и познат је као "отац палестинске археологије". У тел ел-Хесију је поставио основу методолошког истраживања када је доделио велики значај проучавању керамике коју је узео као археолошки маркер. Фрагменте керамике је користио да направи врло прецизну хронологију, јер се стил керамике често мењао кроз различите историјске периоде. Доминикански ред је 1898. године основао Француску библијску и археолошку школу Јерусалима (фр. École biblique et archéologique française de Jérusalem) која је била једна од водећих институција у библијској археологији. Немачко оријентално друштво је основано у Берлину 1898. године, а бројна ископавања друштва је финансирао цар Вилхелм II. Бројна слична удружења су у овом периоду оснивана широм света услед популарности новонастале дсциплине. Ипак, током ове епохе је библијска археологија служила само да би потврдиле библијске приче.
- Током Британског мандата у Палестини (1922—1948): Истраживање Свете земље се значајно повећало током овог периода у ком су радили Вилијам Фоксвел, Клеренс Стенли Фишер, Исусовци, Доминиканци и многи други. У овом периоду је дициплина цветала и дошло је до многих вредних открића. Свици са Мртвог мора (познати и као Кумрански списи по месту у ком су пронађени; Кумран) су један од најдрагоценијих артефаката откривених у овом периоду.
- Након Британског мандата: 1948. године је почела нова друштвена и политичка ера за Свету земљу са оснивањем Израела. У пољу библијске археологије су се појавили нови Израелски археолози. У почетку су њихова ископавања била ограничена на територију државе, али након Шестодневног рата проширили су се и на окупиране територије на западној обали. Један од главних археолога овог периода је била британка Кетлин Кенјон која је руководила ископавањима неких од најзначајнијих локалитета попут Јерихона и Офела у Јерусалиму. Кетлин је такође заједно са Мортимер Вилером открила Вилер-Кенјон метод ископавања. Кристал Бенет је руководио ископавањима Петре и Аманске цитаделе, Џабач ел Кал.
- Бибијска археологија данас: ископавања у библијској археологији у 21. веку воде међународни тимови које финансирају бројни универзитети и државне институције. Волонтери учествују у ископавањи које спроводи тим професионалаца. Археолози се све више труде да повежу резултате ископавања са другим етима у окружењу како би створили што шири увид и преглед древне историје и културе саваке регије. Недавни нагли развој технологије је омогућио археолозима да што прецизније мере и датују налазе.[12][13]

## Школе библијске археологије
Поље библијске археологије је тема бројних дебата. Један од главних тема дебате је период када су краљеви владали Изреалом и генерална историјска релевантност Библије. Могуће је дефинисати две школе мишљења у пољу: библијски минимализам и библијски максимализам, у зависности од тога да ли се Библија сматра неисторијским религиозним текстом или не. Ове школе нису одвојене и јасно дефинисане због чега је понекад тешко дефинисати тачно шта је минимализам, а шта максималузам. Ипак, могуће је дефинисати њихове разлике, иако се ове разлике смањују временом.

## Кратак преглед значајних локалитета и открића
Ахролози су у Светој земљи дошли до бројних значајних открића. Међу најзначајнијама су:
- Кумран: За многе је овај локалитет најбитнији у целој историји ове дициплине. Састоји се од рушевина манастира који претходи есенима, пећине у којој су откривени свици са Мртвог мора, монашко гробље и многи други значајни елементи који су променили историју истраживања Библије.

Свитке са мртвог мора је открио бедуин у пећини Кумран 1947. године. Прва археолошка ископавања су уследила и њима је руководио Роланд де Во. Свици се састоје од око 800 докумената са десетинама хиљада фрагмената. Текст је написан на хебрејском, арамејском и грчком и садржи библијски и правни текст, али и молитве.
Зидови Јерихона: Стратум загорелог материјала у слоју 4 је датован у период од 1617. до 1530. године пре нове ере, крај средњег бронзаног дова. У њему се налазе зидови Јерихона које је уништио земљотрес или су уништени приликом опсаде града. Постоје несугласице око тога да ли то уништење одговара опису из Блбије. Према Библији, изрелћани су уништили град након што су зидови пали око 1407. године пре нове ере. Ископавања којима је руководио Џон Герстанг 1930. су уништење сместили у период око 1400. године пре нове ере што би потврдило причу. Међутим, локалитет је понов ископавала Кетлин Кенјон током 1950-их година и сместила период рушења у период око 1550. године пре нове ере. Бриант Вуд је касније прегледао Кетлине белешке са ископавања и изнео бројне критике њеног рада. Он је нашао многе грешке и указао да резултати анализе угљеника-14 у сагорелом слоју указују да се стратум датује у период око 1410. године пре нове ере (40 година је маргина за ово датовање: од 1450. до 1370. године пре нове ере). Због овога је Вуд обновио Герстангову оригиналну претпоставку. Ипак, ова анализа је урађена пре него што је откривена калибрација у овој анализи и зато није прецизна. Хендрик Бруинс и Џонес ван дер Плич су 1995. године извршили прецизну радиокарбонску анализу на 18 узорака из Јерихон, укључујући шест из стратума који је горео. Њихова анализа је стратум сместила око 1562. године пре нове ере са маргином од 38 година. Ова најновија анализа је потврдила Кетлину процену и због тога археолози са сумњом приступају библијској причи о обарању зида.

### Предмети које археолози нису пронашли или који су фалсификати
Предмети поменути у списку су у великом броју из приватних колексица и често су куповани на пијацама антиквитета. Аутентичност многих предмета је спорна, а у неколико случајева је доказано да су фалсификати.
- Заветни ковчег:
  - Изнето је неколико тврдњи о томе где се налази Заветни ковчег. Етиопска оријентално-православна црква тврди да се ковчег налази у Аксуму. Црква тврди да га је у Етиопију донео Менелик I, а да је у храму у Јерусалиму остављен фалсификат.
- Бројне групе су тврдиле да су пронашле Нојеву барку. Ипак, многи озбиљни научници на ова открића гледају као на псеудоархеологију:
  - Италијанска креационистичка група Наркас тврди да зна тачну локацију остатака барке. Они тврде да се остаци налазе на врху планине Арарат на граници између Турске и Јерменије. Слике места су чак и објалили на свом веб сајту.[15]
  - Екскедиција је покренута 2004. године да се истражи да ли су остаци барке на Арату где се сматра да се насукала. Узорци су однети у Геолошки и нуклеарни краљевски истраживачки центар у Велингтону на тестирање. Међутим, геолози са института су изнели да су узорци заправо вулканско камење, а не дрво.
- Торински покров:
  - Критичари инсистирају да је на платну насликано Исусово лице у средњем веку. Други верују да је слика настала када се десио некакав енергетски процес приликом васкрснућа тако што су делови покрева који су додиривали Исуса поцрнели. Ипак, радиокарбонска анализа материјала покрева је показала да спада у средњи век, иако критичари износе да је материјал који је узет за анализу могао бити од дораде која је урађена у том периоду, а да је сам покрев оригиналан.[16][17][18]
- Вео свете Веронике:
  - Тканина са лицем мушкарца за кога се верује да је Исус. Верници мисле да је то тканина којом је Вероника очистила Исусово лице на путу суза до Голготе. Има барем шест примерка вела и за све се тврди да су оригинални вео.

## Библијска археологија и католичка црква
Већина ископавања и истраживања која се спроводе у библијској археологији имају циљ да осветле историјску, културну, економску и религијску позадину текстова, и због тога није главни циљ да се потврди истинитост ових прича. Међутим, постоје групе које имају фундаменталнији приступ и које организују археолошке кампање са намером да пронађу да је Библија тачна и да су њени описи историјски веродостојни. Ово мишљење не дели католичка црква.
Археолошко истраживање које прати научни метод може да понуди корисне информације за дораду хронологије библјских прича. У неким случајевим ова истрага може да пронађе места где се прича одиграла, али у другим случајевима може потврдити да прича тачна. Наравно, као и са било којом научном истрагом, може се испоставити да хипотеза није тачна, односно да прича из Библије није историјски тачна.
Папа Пије XII је 1943. године изнео да приликом интерпретације светих списа треба узети у обзир и археолошка открића. Од тада се археологија сматра вредним додатком који користе библијски научници.

## Коментари стручњака
[...]"Циљ библијске археологије је да разјасни и осветли библијски текст и садржај кроз археолошку истрагу библијског света."— Написао Џ. К. Ракинс 1977. године у есеју објављеном у Ознакама у времену и култури и касније цитирао у његовом есеју "Археологија и Библија, увод", .
Археолог Вилијам Девер је имао негативно виђење блиског односа између Сиро-Палестинске археологије и блиблијске археологије. Критиковао је археологе који су радили у овом пољу, посебно америчке процесне археологе. Изнео је да се Сиро-Палестинска археологија у америчким институтима третира као под-дисциплина библијских студија, јер се очекивало од америчких археолога да покушају да "обезбеде валидне историјске податке за библијске приче".
Девер је такође записао:
" Археологија сигурно не доказује буквално учење Библије... Она га доводи у питање и то смета неким људима. Већина људи мисли да археологија треба да докаже валидност Библије. Ниједан археолог не мисли тако." Од почетка онога што називамо библијска археологија (настала пре можда 150 година) научници, већином западни научници, су покушали да користе археолошке податке да докажу валидност Библије. И дуго се сматрало да ради. Вилија Олбрајт, велики отац наше дисциплине је често говорио о "археолошкој револуцији". Па, револуција је дошла, али не на начин на који је Олбрајт мислио. Истина је да данас археологија поставља више питања о тачности хебрејске Библије и чак Новог завета него што даје одговара и то је врло узнемиравајуће неким људима.
На то додаје:
Археологија каква се практикује данас мора да има могућност да оспори, као и да потврди, библијске приче. Неке описане ствари су се стварно десиле, али друге нису. Библијске приче о Авраму, Мојсију, Јошуи и Соломону сигурно рефлектују неко сећање о људима и местима, али преувеличани портрети које Библија даје су нереални и археолошки докази их не потврђују.... Ја не читам Библију као свете списе... Ја чак нисам ни теиста. Мој поглед је све време, а посебно у новијим књигама, да су први библијски наративи 'приче', често измишљене и скоро увек пропагангде, али ту и тамо садрже неке валидне историјске информације...
Зев Херзог, археолога са Универзитета у Тел Авиву је у новинском чланку записао:
 Ово су археолози открили из њихових ископавања Земље Изреала: израелћани никада нису били у Египту, нису лутали пустињом, нису освојили земљу у војној кампањи и нису је пренили на 12 племена Израела. Можда најтеже пада да је уједињено краљевство Давида и Соломона које је описано у Блбији као регионална сила, заправо било мало племенско краљрвство. И врло је непријатан шок да је Бог Израела имао женску супругу и да је рани Израелски регион усвојио монотеизам у периоду монархије, а не код Синајске горе.
Професор Израел Финкелстајн је у Јерусалим посту изнео да археолози нису пронашли археолошке доказе да потврде опис егзодуса, да су Јевреји лутали у Синају или Јошуиново освајање Канана. Такође је изнео да не постоје археолошки докази који показују да је Соломонов храм постојао. Професор Јони Мизари, независни археолог, се такође сложио са Финкелстајном.
Захи Хавас, египатски археолог и бивши министар старина, је о егзодусу рекао:
Стварно, то је мит... Ово је моја каријера археолога. Треба да им кажем истину. Ако је народ узнемирен, то није мој проблем.
Конзервативни научници оспоравају ове тврдње. У својој књизи Документи Старог завета: да ли су поуздани и релевантни? из 2001. године Волтер Каисер млађи има и поглавље "Да ли археологија помаже случају за поузданост?". Каисер бележи:
Археолошка истраживања су помогла да се осветли Библија бацањем светла на историју и културу подручја... стављањем библијске историје, људи и догађаја у генералну историју и археологију је показало валидност многих библијских података. (Ово поље) и даље осветљава многе Библијске обичаје, културе и окружења током бројних периода историје. Са друге стране, археологија је допринела настанку неких правих проблеба са њеним открићи. Стога рад и даље траје.
Каисер касније наводи случајеве у којима је Библија, како сам каже "помогла идентификацији несталих људи, места и обичаја."

## Ископавања и рекогносцирања
У табели су приказана нека од најпознатијих теренско истраживање у археологијиископавања и рекогносцирања библијске археологије:
| Година                                            | Локалитет                                 | Библијски назив               | Истраживач                                               | Коментар |
| ------------------------------------------------- | ----------------------------------------- | ----------------------------- | -------------------------------------------------------- | --- |
| 'поново откривена' Петра 22. августа 1812. године | Ал Казнех                                 | Ал Казнех                     | Јохан Лудвиг Бакарбт                                     | Ал Казнех ("Ризница"; арап. الخزنة) је једна од најсложенијих зграда древног Јорданског града ПетраПетре. |
| 1841                                              | рекогносцирање                            | непознат                      | Едвард Робинсон                                          | Робинсоново дело Библијско истраживање у Палестини (енгл. Biblical Researches in Palestine, the Sinai, Petrae and Adjacent Regions) је засновано на његовим истраживањима Блиског истока које је радио неколико годида. Робинсон је такође предложио могућа библијска имена модерних локалитета. |
| 1871–77                                           | рекогносцирање                            | непознат                      | Чарлс Ворен                                              | Преглед западне Палестине (енгл. The Survey of Western Palestine), који је публиковао Палестински истраживачки фонд, је био заснован на Вореновим детаљним рекогносцирањима Палестине, а посебно Храмовна гораХрамовне горе у Јерусалиму. Нека од најбитнијих открића је Херодов храм.                                          |
| 1890                                              | Тел ел-Хеси                               | Еглон                         | Сер Вилијам Метју Флиндерс Питри                         | На овом локалитету Питри по први пут у археологију Палестине уводи стратиграфијастратиграфију. |
| 1891–92                                           | Тел ел-Хеси                               | Еглон                         | Фредрик Џонс Блис                                        | нема |
| 1898–1900                                         | Тел ес-Сафи                               | Гат?                          | Фредрик Џонс Блис и Р. А. С. Макалистер                  | нема |
| 1898–1900                                         | Аз-Закарија                               | Азека?                        | Фредрик Џонс Блис и Р. А. С. Макалистер                  | нема |
| 1898–1900                                         | Тел еј-Јудејде                            | непознат                      | Фредрик Џонс Блис и Р. А. С. Макалистер                  | нема |
| 1898–1900                                         | Тел Сандахан                              | Мареша?                       | Фредрик Џонс Блис и Р. А. С. Макалистер                  | нема |
| 1902–3, 1907–9                                    | Гезер                                     | Гезер                         | Р. А. С. Макалистер                                      | Гезер календар је откривен на површини приликом ископавања. |
| 1902–4                                            | Танах                                     | Танах                         | Ернест Селин                                             | нема |
| 1903–5                                            | Тел Мегидо                                | Мегидо                        | Готлиб Шумашер                                           | нема |
| 1905–7                                            | Галилеја                                  | Галилеја                      | Херман кох, Ернест Селин, and Карл Валцингер             | Истраживање старе синагоге |
| 1907–9                                            | Сихем                                     | Сихем                         | Ернест Селин and Карл Валцингер                          | нема |
| 1908, 1910–1                                      | Самарија                                  | Самарија                      | Дејвид Г. Лијон, Чарлс Стенли Фишер и Џорџ Ендру Рајснер | нема |
| 1911–3                                            | Бет Шемеш                                 | Бет Шемеш                     | Дункен Макензи                                           | нема |
| 1921–3, 1925–8, 1930–3                            | Бет Шеан                                  | Бет Шеан                      | Клеренс Стенли Фишер, Алан Роу и Џералд М. Фицџерилд     | нема |
| 1922–3                                            | Тел ел-Фул                                | Гибеа?                        | Вилијам Фоксвел Олбрајт                                  | нема |
| 1925–39                                           | Тел Мегидо                                | Мегидо                        | Клеренс Стенли Фишер, П. Л. О. Гај и Гордон Лауд         | нема |
| 1926, 1928, 1930, 1932                            | Тел Беит Мирсим                           | Еглон или Дебир–Кирјат Сефер? | Вилијам Фоксвел Олбрајт                                  | нема |
| 1926–7, 1929, 1932, 1935 ископаванп               | Тел ен-Насбех                             | непознат                      | Вилијам Фредрик Баде                                     | нема |
| 1928–33                                           | Бет Шемеш                                 | Бет Шемеш                     | Елиху Грент                                              | НЕМА |
| 1930–6                                            | Јериохон                                  | Јерихон                       | Џон Гарстанг                                             | нема |
| 1931–3, 1935                                      | Самарија                                  | Самарија                      | Џон Винтер Крофут                                        | нема |
| 1932–38                                           | Лачиш                                     | Лачиш                         | Џејмс Л. Старкли                                         | Ископавање је прекинуто када су Старклија убили наоружани арапи у близини Хеброна док је ишао на отварање Палестинскох археолошког музеја у Јерусалиму. |
| 1936–40                                           | Бет Шеарим                                | Бет Шеарим                    | Бенџамин Мазар                                           | нема |
| 1948–50, 1952–5                                   | Јафа                                      | непознато                     | Јакоб Каплан                                             | нема |
| 1954, 1959–62                                     | Рамат Рахел                               | непознат                      | Јоханан Ахарони                                          | нема |
| 1955–8, 1968                                      | Тел Хазор                                 | Хазор                         | Јигел Јадин                                              | нема |
| 1956–7, 1959–60, 1962                             | Гибео                                     | Гибеон                        | Џејмс Б. Притчард                                        | нема |
| 1961–7                                            | Јерусалим (Давидов град)                  | непознат                      | Кетлин Кенјон                                            | нема |
| 1962–7                                            | Тел Арад                                  | Арад                          | Јоханан Ахарони и Рут Амиран                             | нема |
| 1962–3, 1965–72                                   | Ашдод                                     | Ашдод                         | Мош Дотан                                                | нема |
| 1963–5                                            | Масада                                    | непознат                      | Јигел Јадин                                              | нема |
| 1964–74                                           | Гезер                                     | Гезер                         | Џорџ Ернест Рајт, Вилијам Девер и Џо Сегер               | нема |
| 1968–78                                           | Јерусалим (југоисточни део Храмовне горе) | Храмовна гора                 | Бенџамин Мазар                                           | нема |
| 1969–76                                           | Биршеба                                   | Биршеба                       | Јоханан Ахарони и Зев Херзог                             | нема |
| 1969–82                                           | Јерусалим (јеврејска четврт)              | Јерусалим                     | Нахман Авигад                                            | нема |
| 1973–94                                           | Лачиш                                     | Лачиш                         | Дејвид Усишкин                                           | нема |
| 1975–82                                           | Ароер                                     | Ароер                         | Аврахам Биран                                            | Град близу Негев пустиње |
| 1977–9, 1981–9                                    | Тимнах                                    | Тимнах                        | Амихаи Мазар и Џорџ Л. Келм                              | нема |
| 1978–85                                           | Јерусалим (Давидов град)                  | Јерусалим                     | Јигел Шилох                                              | нема |
| 1979–80                                           | Кетеф Хином                               | непознат                      | Габриел Беркеј                                           | нема |
| 1966–1972                                         | Ет-тел                                    | Ај                            | Џозеф А. Колвеј                                          | |
| 1981–2, 1984–8, 1990, 1992–6                      | Екрон                                     | Екрон                         | Труд Дутан и Симор Гитин                                 | нема |
| 1989–96                                           | Бет Шеан                                  | Бет Шеан                      | Амихаи Мазер                                             | нема |
| од 1994 до данас                                  | Тел Мегидо                                | Мегидо                        | Израел Финкелстајн и Ерик Клајн                          | нема |
| 1996–2002, од 2004 до данас                       | Тел ес-Сафи                               | Гат                           | Арен Маер                                                | нема |
| од 1997 до данас                                  | Тел Рехов                                 | непознат                      | Амихаи Мазер                                             | нема |
| 1999–2001, 2005                                   | Тел Заит                                  | Либанах                       | Рон Тапи                                                 | нема |
| 2005                                              | Рамат Рахел                               | непознат                      | Одед Липшитс                                             | нема |
| 2005                                              | Нахал Тут                                 | непознат                      | Амир Горзалчани и Жералд Финкиелстајн                    | нема |
| 2007                                              | Кирберт Киефа                             | непознат                      | Јозеф Гарфинкел и Саар Ганор                             | нема |

### Извори на енглеском
- Walter C. Kaiser Jr. (2001). The Old Testament Documents: Are They Reliable and Relevant?. InterVarsity Press.. (Downers Grove, Ill.), 97-108.
- The Anchor Bible Dictionary, Archaeology, W. Dever